# Маленька чорна сукня

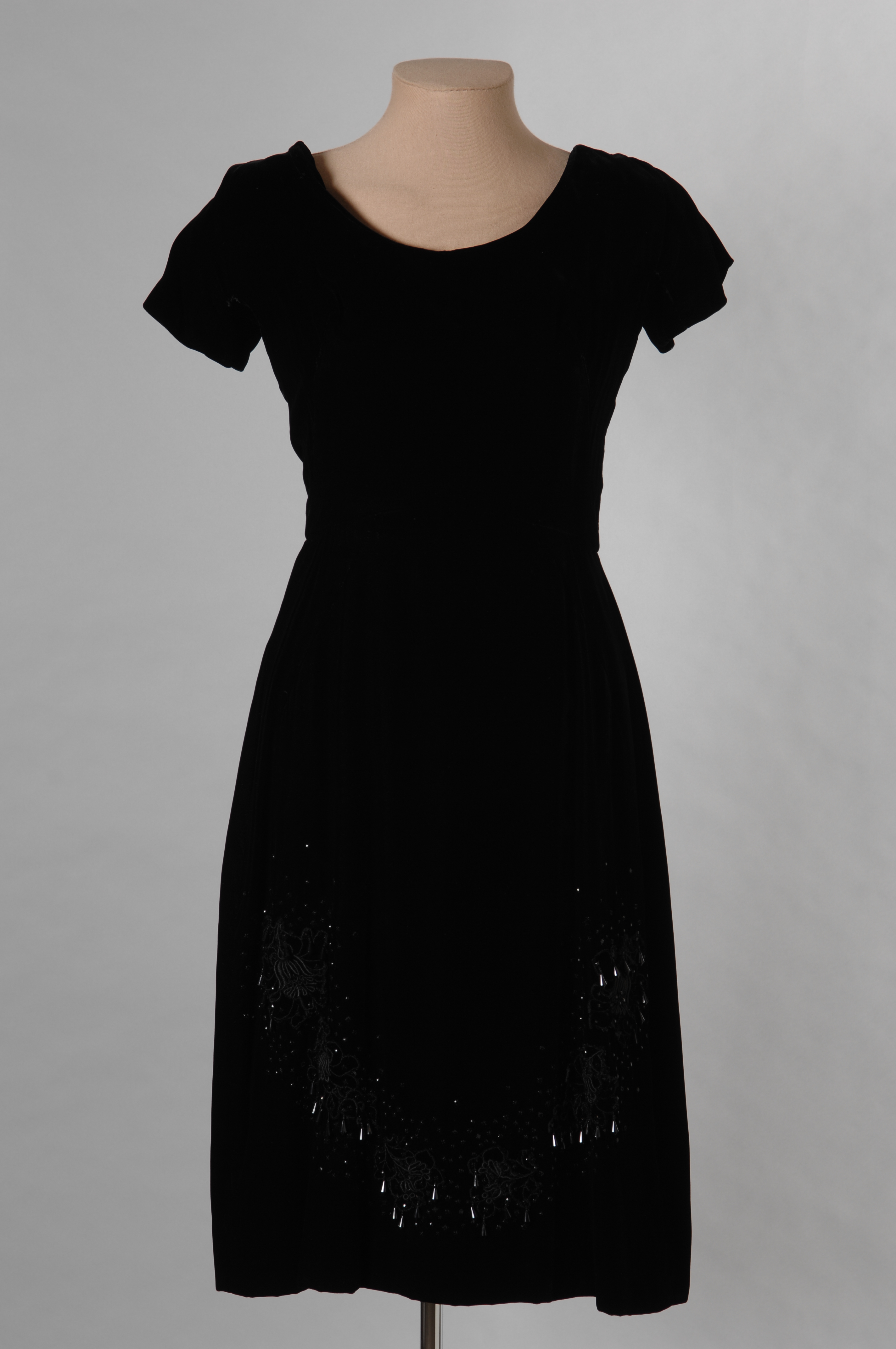
Сукня 1960-х - 1970-х

Маленька чорна сукня — вид коктейльної або вечірньої сукні чорного кольору довжиною до колін або вище, який запропонувала французька модельєрка Коко Шанель у 1920-ті роки. 

## Історія

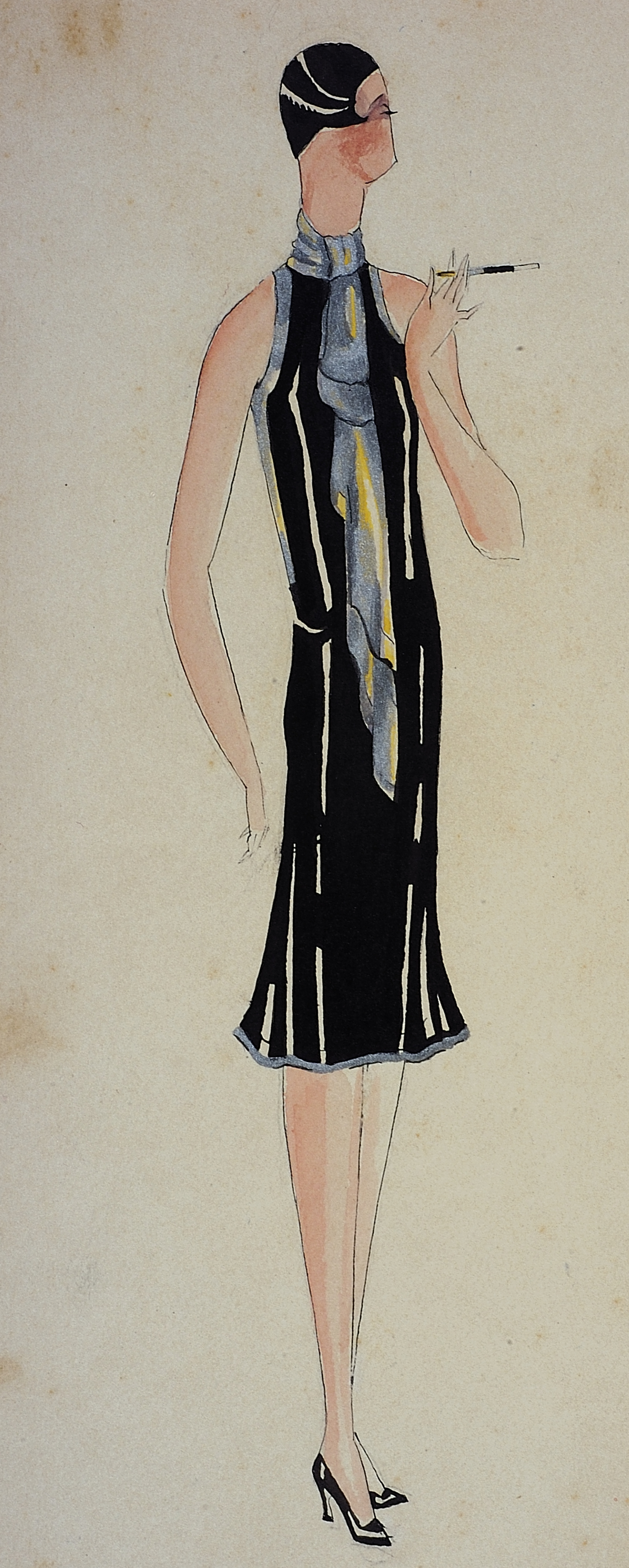
Ескіз сукні 1920-х

Ідея вдягнути жінок у чорний виникла у Коко Шанель після загибелі її бойфренда Артура «Боя» Кейпела. Вони не перебували в законному шлюбі, тому Шанель не мала можливості носити траур. У 1926 році, на знак скорботи за коханцем, вона створила чорну сукню з крепдешину (за іншою версією — мусліну), стриману за кроєм та декором.
Перша модель «маленької чорної» складалася з двох частин — блузи вільного крою довжиною до стегна, з довгими рукавами та напівкруглим вирізом, і простої вузької сукні-футляра, що прикривала коліна. Згідно з правилами цей наряд носили з вузькими туфлями на підборах і мініатюрною елегантною сумочкою. Маленька чорна сукня доповнювалась ниткою перлів на шиї і невеликим чорним капелюхом.

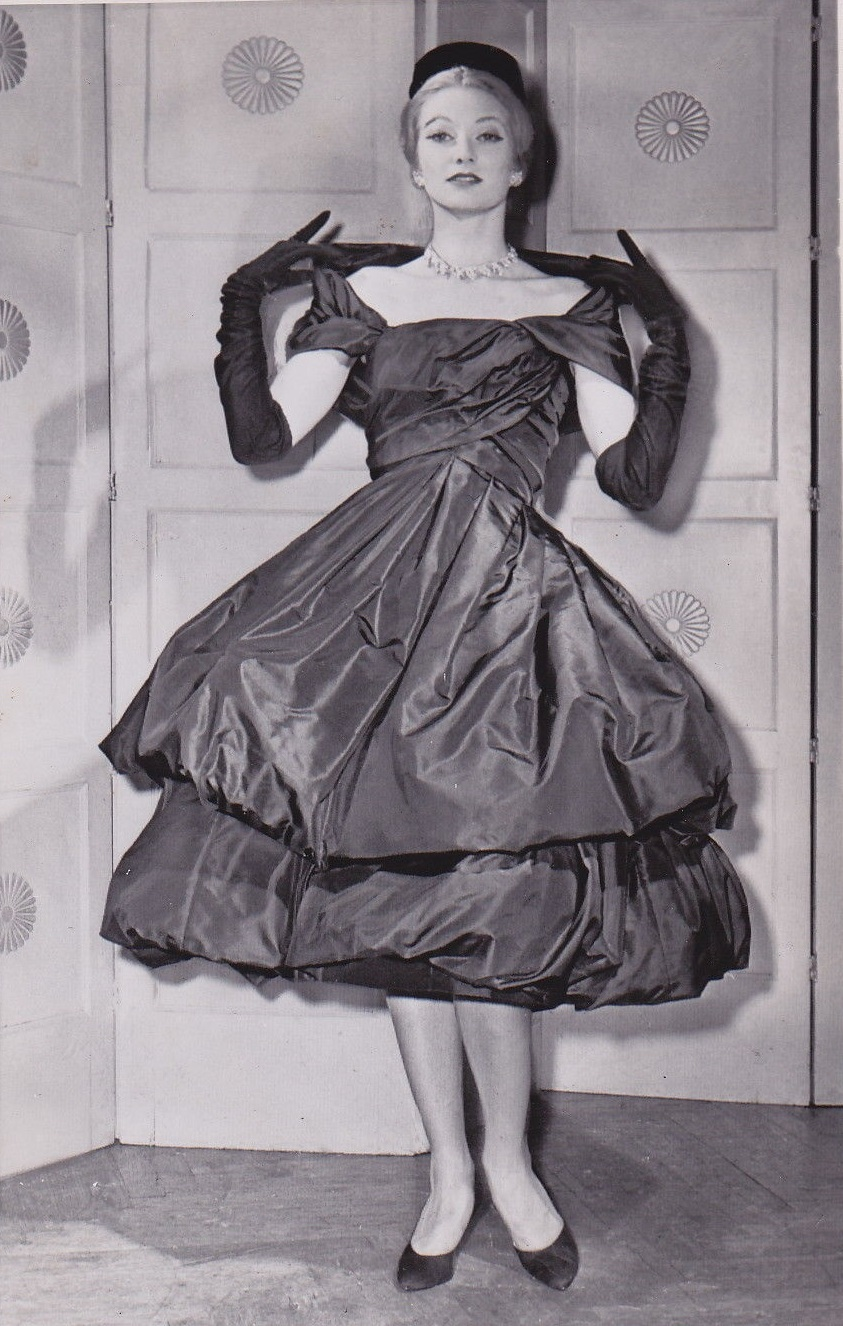
Ів Сен Лоран для Крістіана Діора (1959)

Чорну сукню миттєво відзначив американський Vogue, яку поставив в один ряд з популярним тоді автомобілем «Ford Model T». Деякі «моделі 817» могли мати багатошарову спідницю, яку надягали на вечірки, і в якій зручно було танцювати чарльстон — наймодніший танець того часу. У 1930-х Нетті Розенштейн і Ельза Скіапареллі почали створювати свої дизайни чорних суконь, прикрашених вишивкою та пір'ями, з приталеним фасоном і глибоким декольте. 
Після Другої світової війни в моду входять сукні з вузьким приталеним ліфом і об'ємною спідницею до колін. Золота доба Голлівуду вдихнула нове життя в чорну сукню. Кінодіви 50-х з'являються на публіці в приталених сукнях-бюст'є, в обтягуючих футлярах, а також в пишних і багато декорованих туалетах, які підкреслюють фігуру. 
Друге народження маленької чорної сукні сталося після того, як Юбер де Живанші створив коктейльну сукню з вирізом човником і крихітним бантом на кожному плечі. Після фільму «Сабріна» глибокий чотирикутний виріз стали називати «декольте Сабріни». 5 жовтня 1961 року на екрани вийшов фільм «Сніданок у Тіффані», де Одрі Гепберн з'являється в довгій сукні без рукавів з напіввідкритою спиною, масивному перловому намисті з брошкою, атласних рукавичках, чорних туфлях на маленьких підборах, з невеликою сумкою, білим шарфом в руці і великих сонцезахисних окулярах з черепашачим принтом.  
В наступні два десятиліття маленька чорна сукня зникла з перших ролей, поступившись нарядам в стилі диско та глем-рок. 1994 року Джанні Версаче вперше представив публіці сукню з булавками. Маленька чорна сукня стала ще мінімалістичнішою, з короткими або дуже простими рукавами, відвертим декольте та асиметричним подолом.

## Сьогодення
Фасони сучасних маленьких чорних суконь значно відрізняються від класичних суконь Коко Шанель. Став можливим коротший поділ, з'явились різні типи горловин, використовуються оборки, мережива та інші елементи декору. Моделі таких суконь присутні в колекціях більшості модельєрів. Правильно підібрані аксесуари роблять маленьку чорну сукню універсальним предметом гардеробу, яку можна вдягнути в офіс або на урочистий прийом.

## Галерея

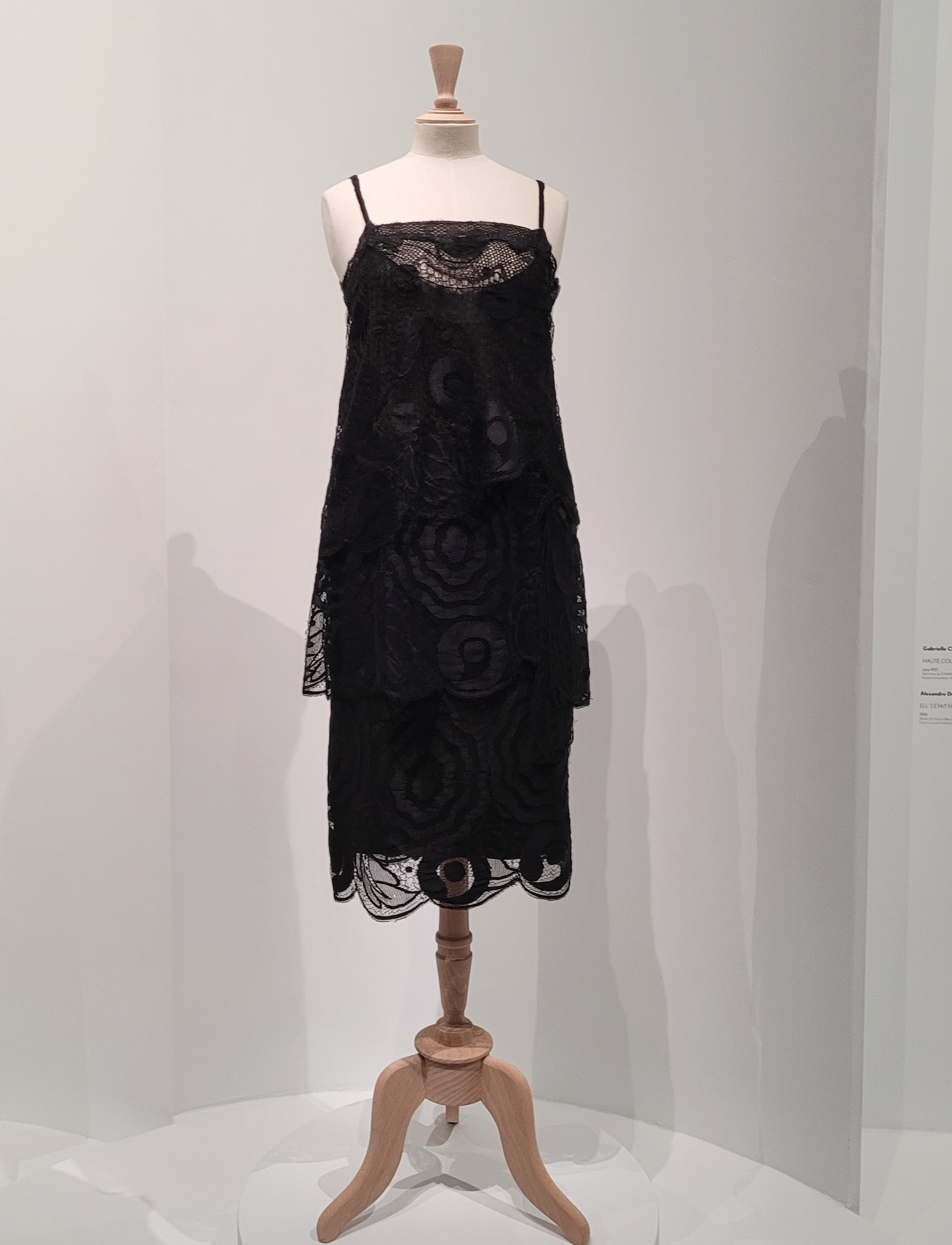
Маленька чорна сукня Коко Шанель
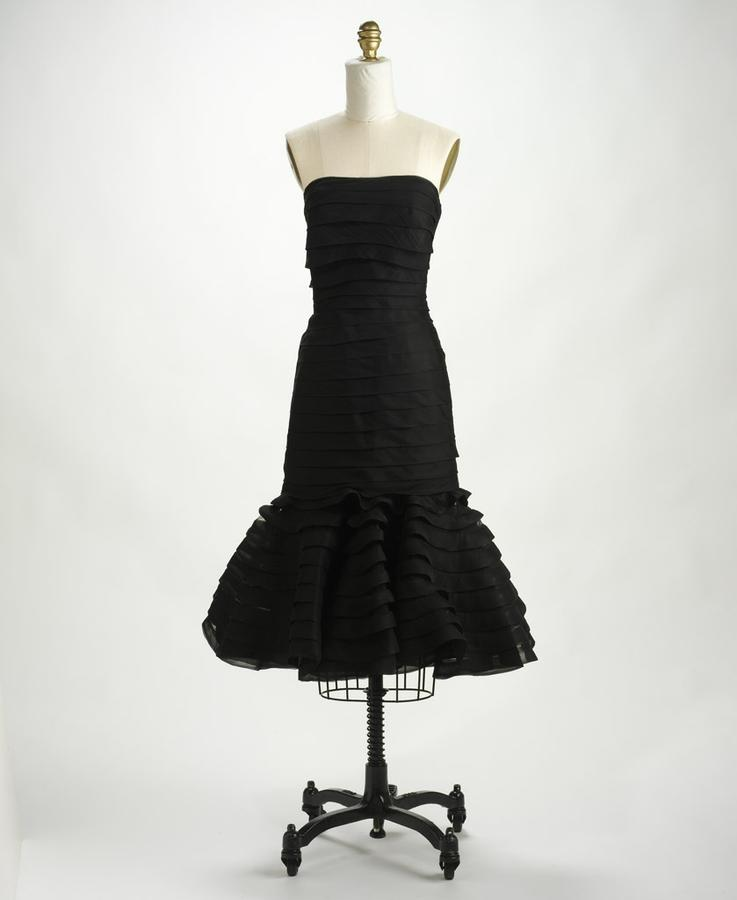
Сукня Jacques Griffe 1951 року
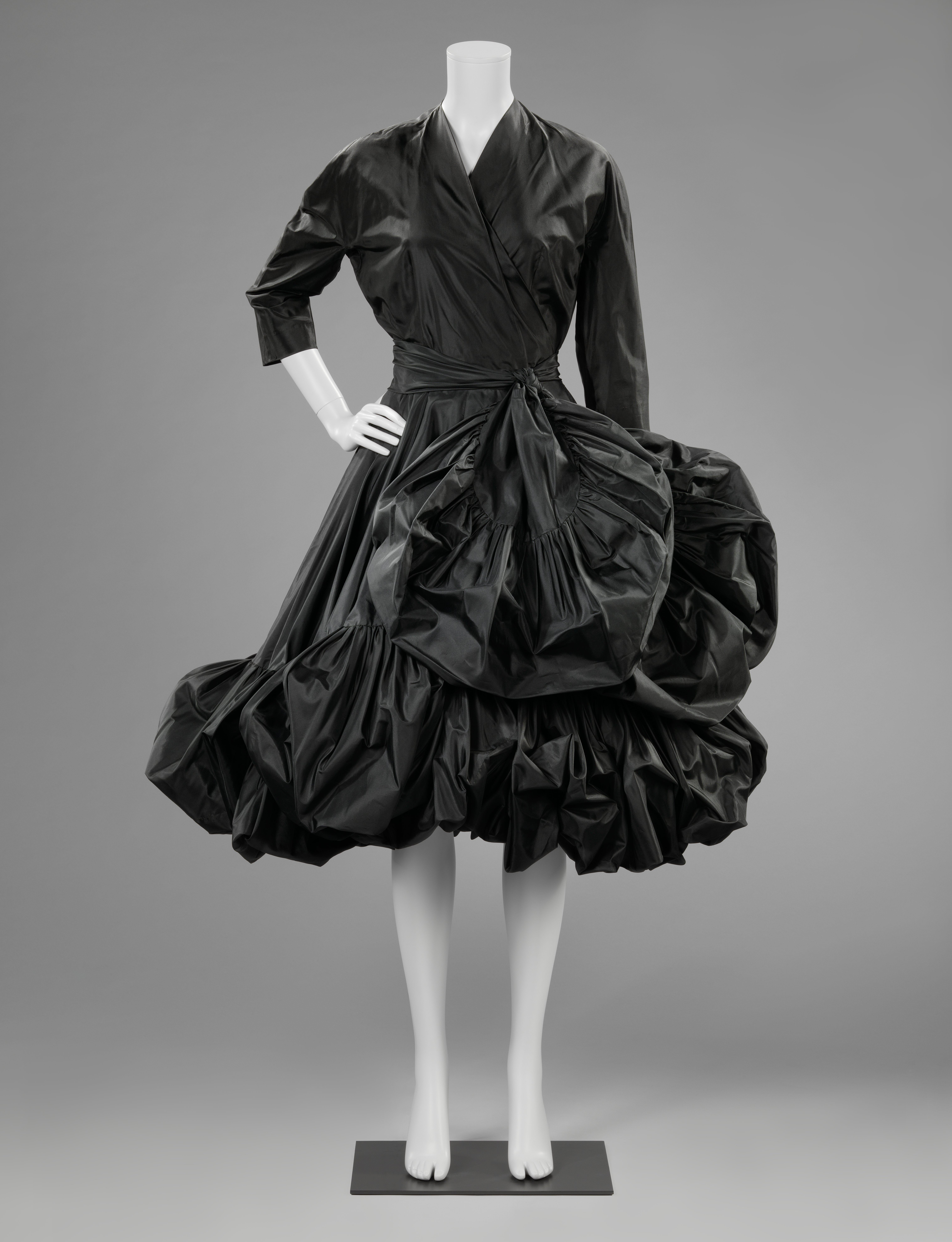
Сукня 1951 - 1952 років
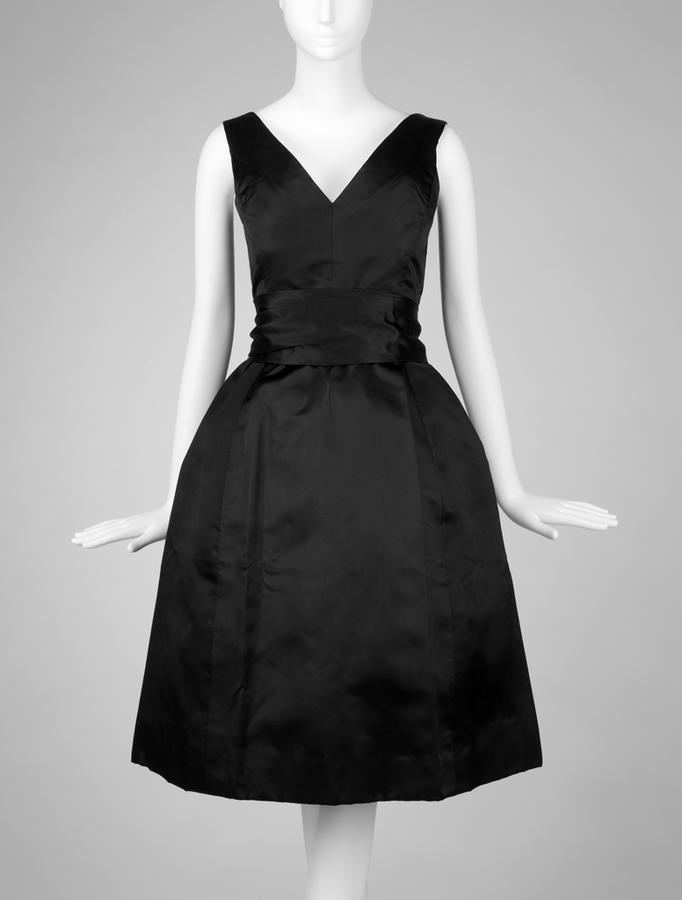
Діор (1954) шовк та сатин
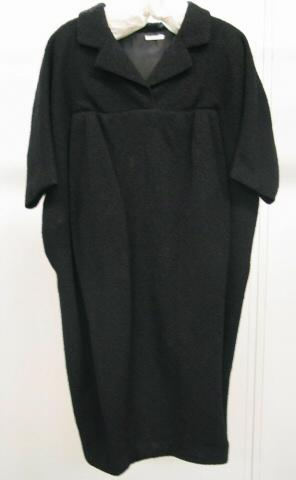
Сукня-мішок Balenciaga (1957)
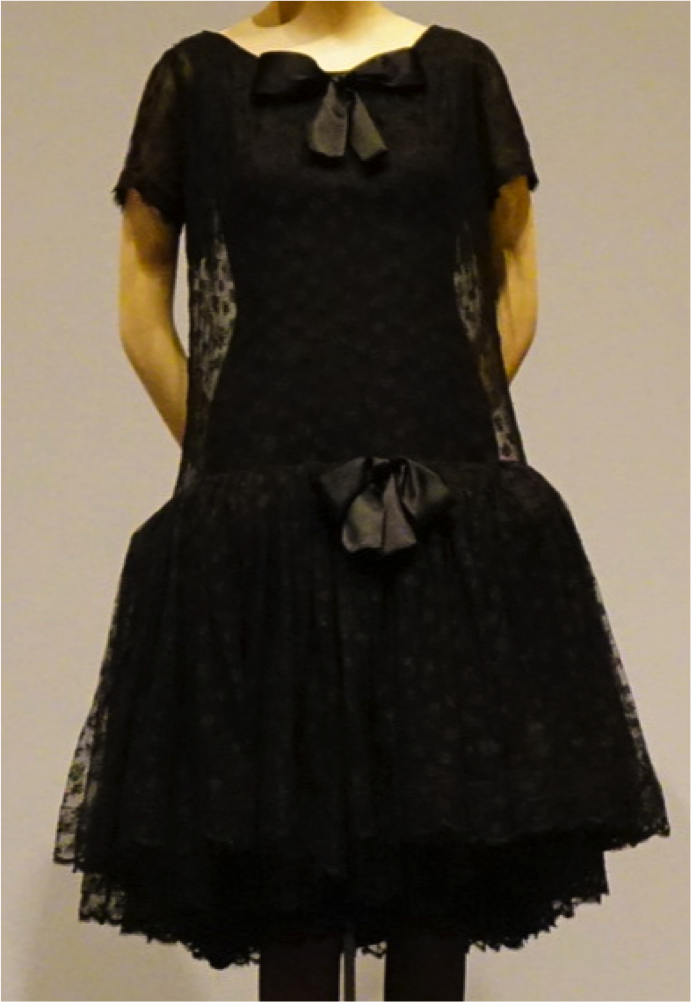
Balenciaga (1958)
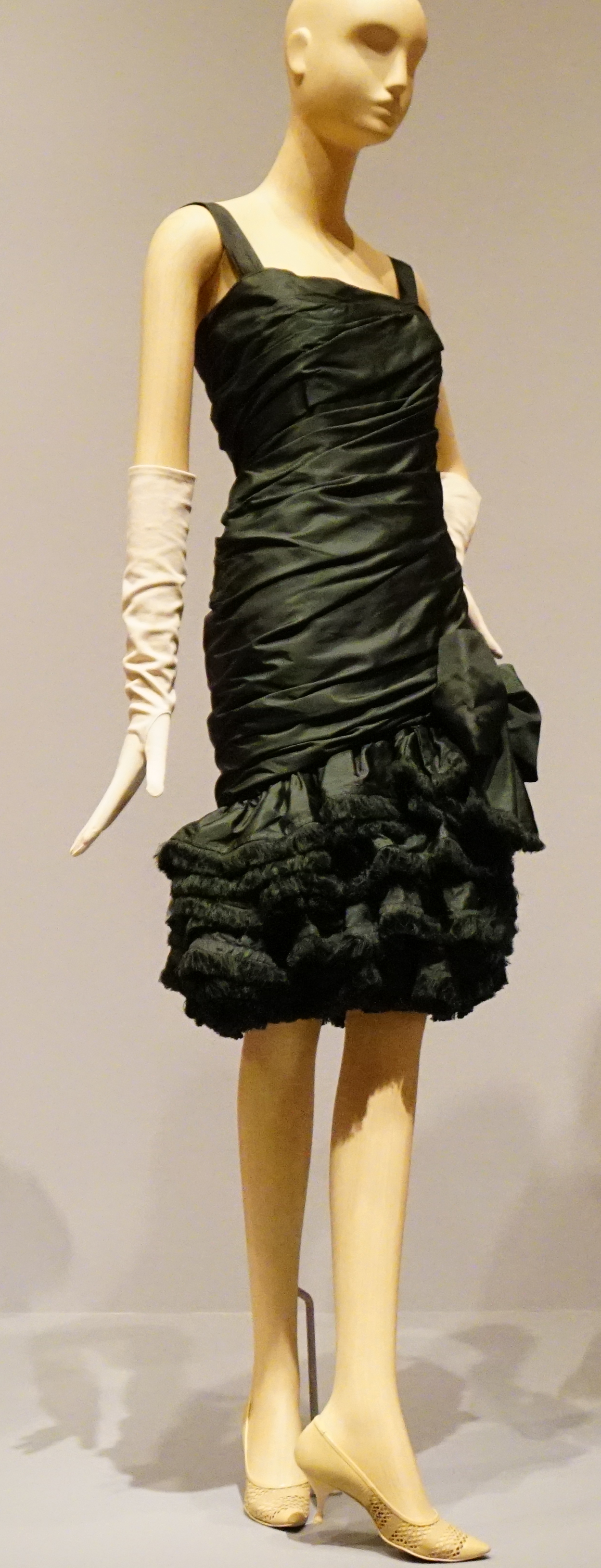
Ів Сен Лоран для Діор (1959-60)
Сукня від Givenchy, що наслідує образ героїні з фільму «Сніданок у Тіффані» (1961)
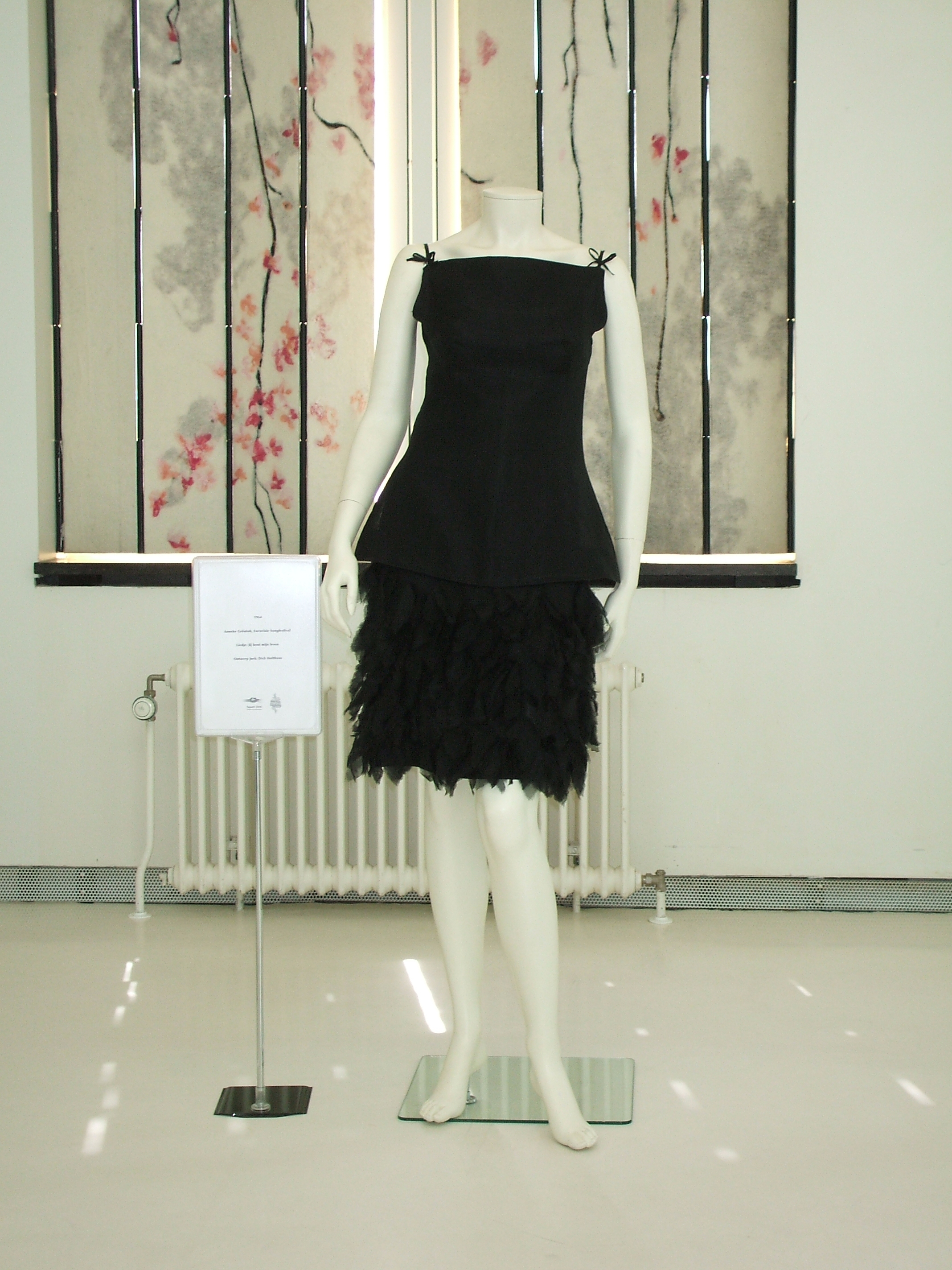
Сукня Аннеке Грьонло для Євробачення 1964
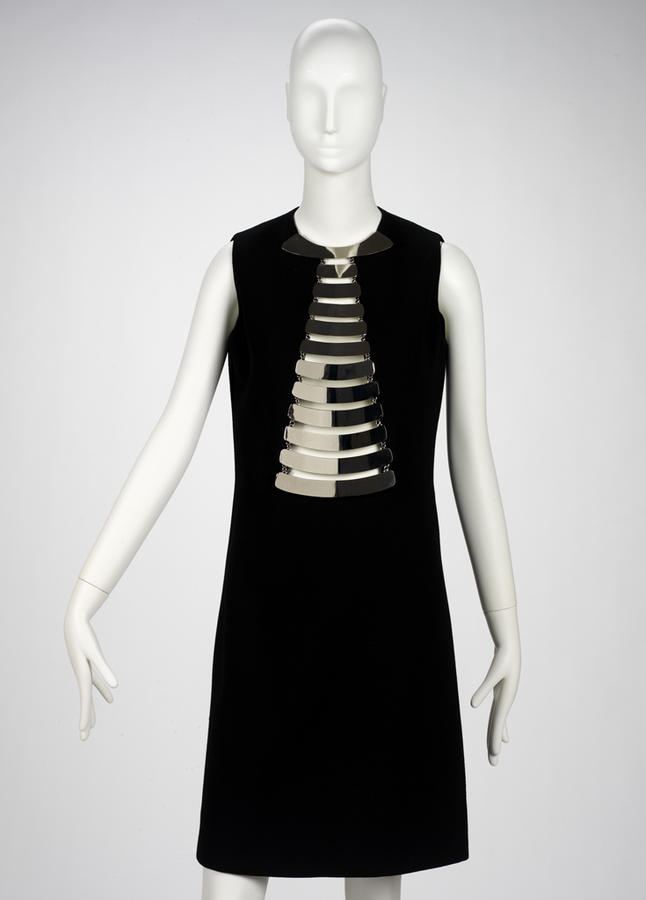
Сукня з металевими деталями від Pierre Cardin (1969)
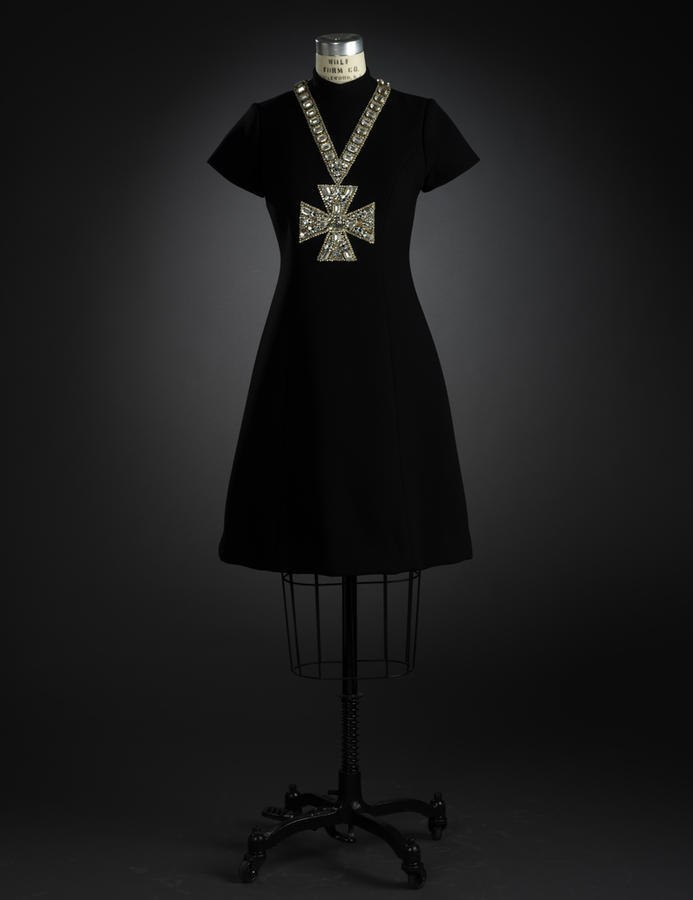
Сукня з хрестом від Norman Norell (1969)
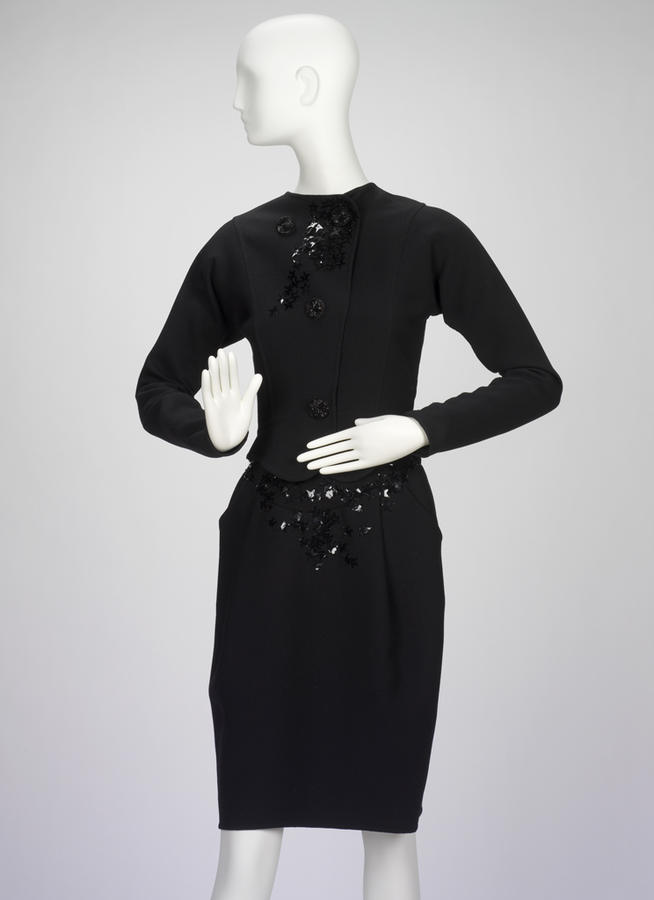
Сукнн з жакетом від Geoffrey Beene (1987)
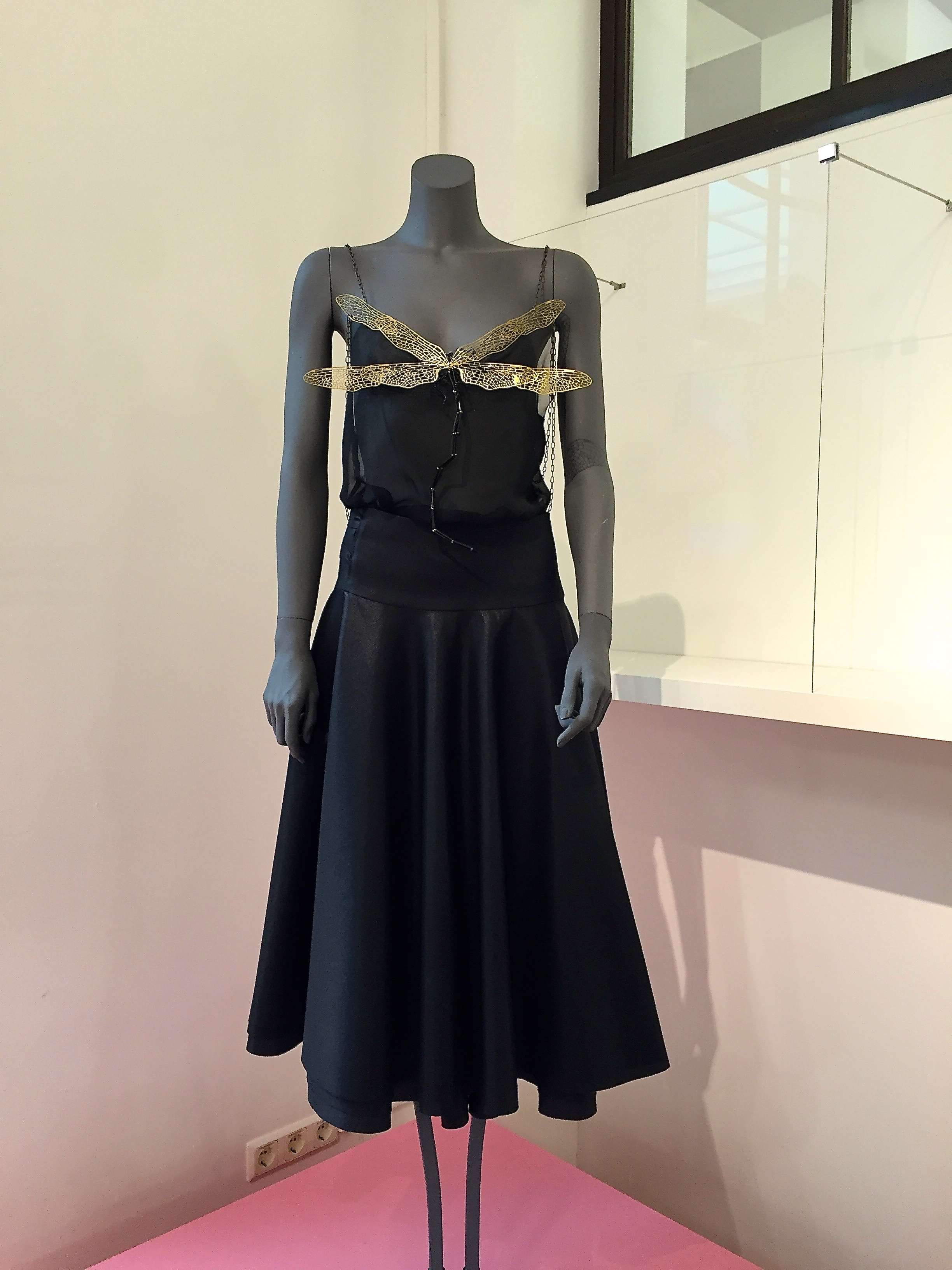
Сукня  'Dragonfly' від Mada van Gaans (2001)
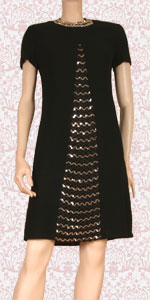
Чорна коктейльна сукня (2007)
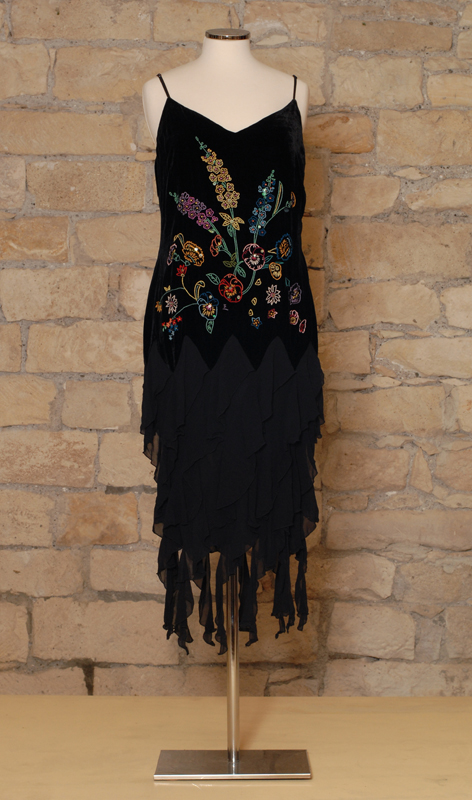
Сукня з кольоровою вишивкою від Сью Вонг (2007)
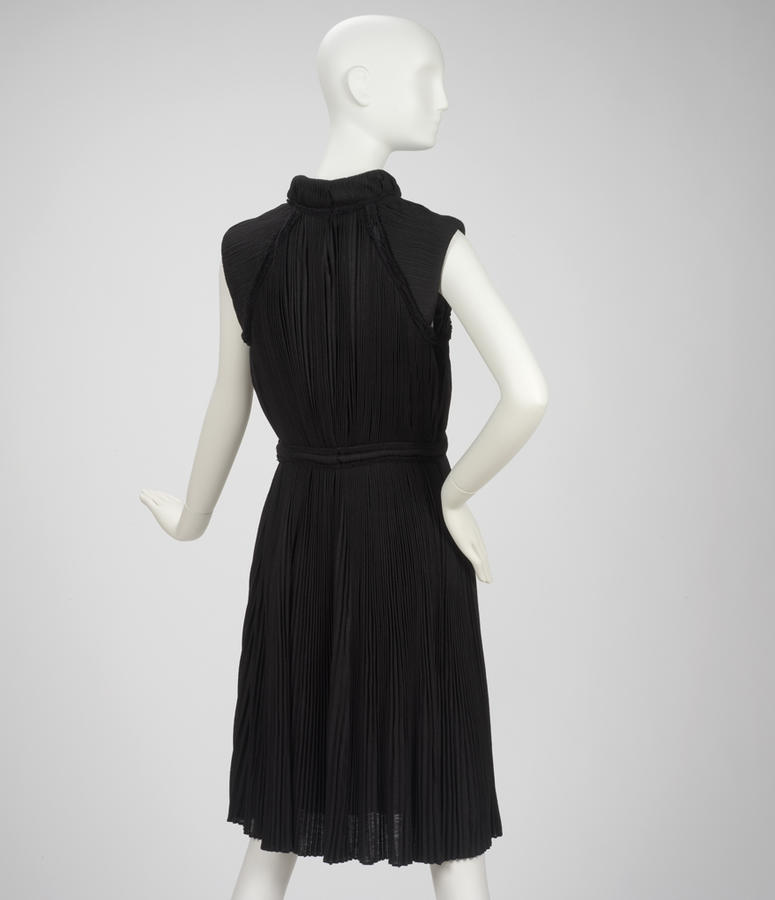
Ізабель Толедо для Анни Кляйн (2007)
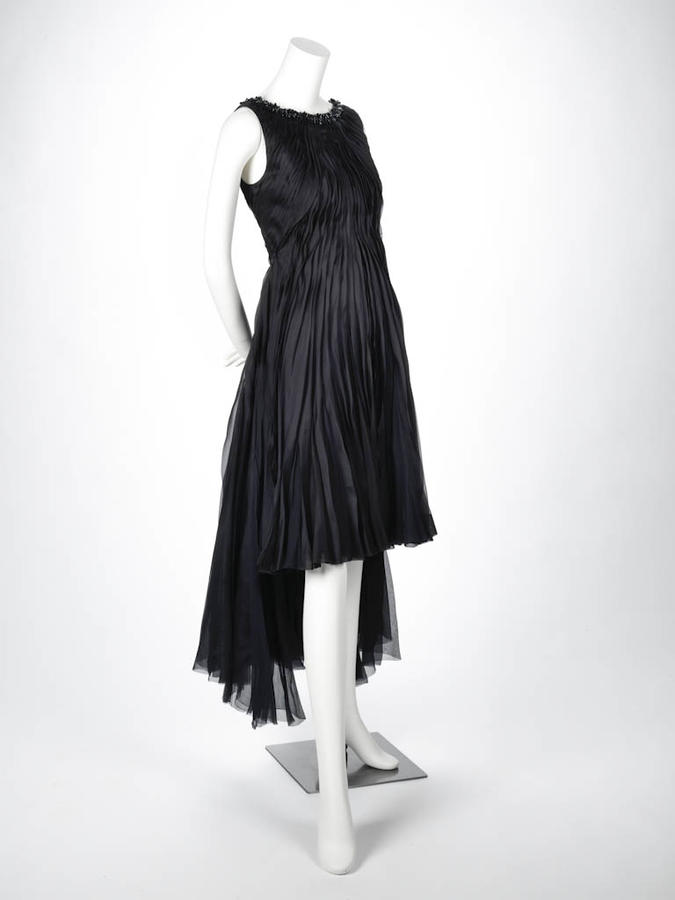
Маленька вечірня чорна сукня (Карл Лагерфельд для Шанель 2009)